# Plnicí linka

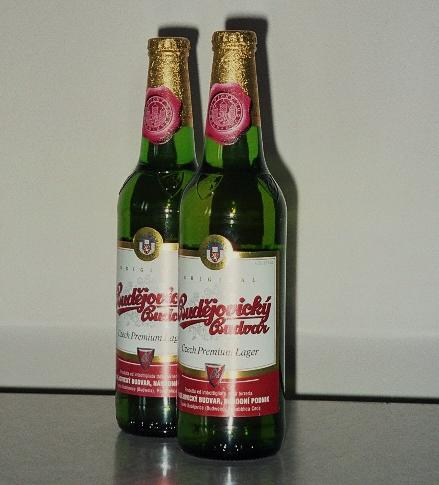
Skleněná vratná láhev naplněná nápojem

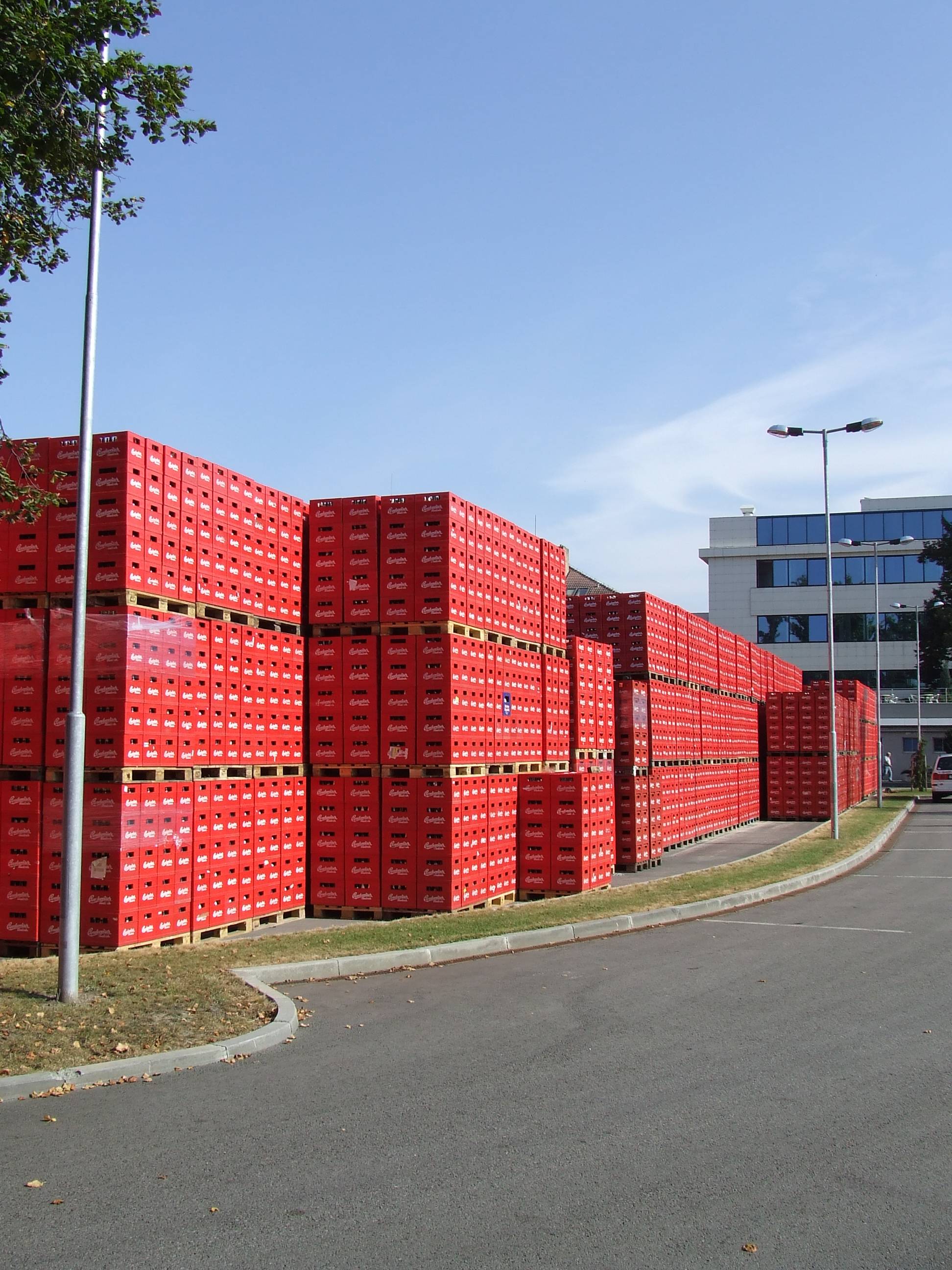
Prázdné přepravky čekají na naplnění lahvemi

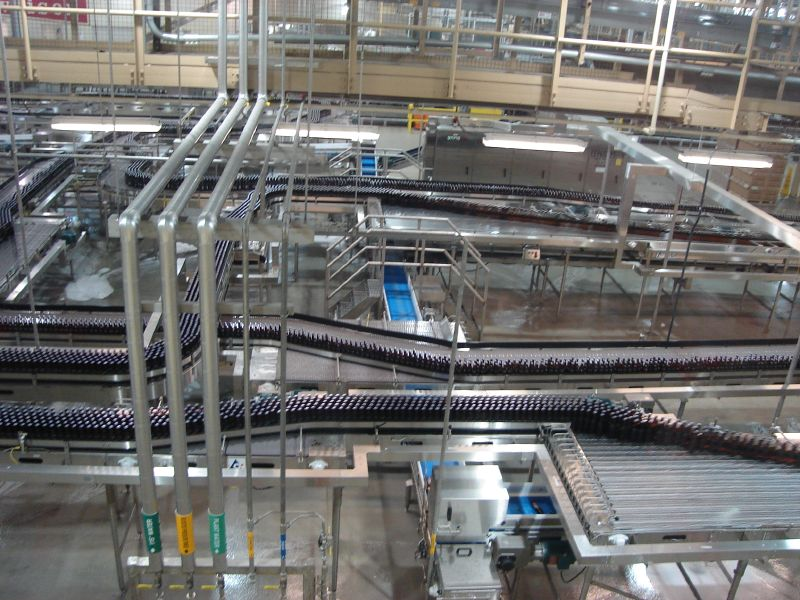
Pohled na halu s plnicí linkou

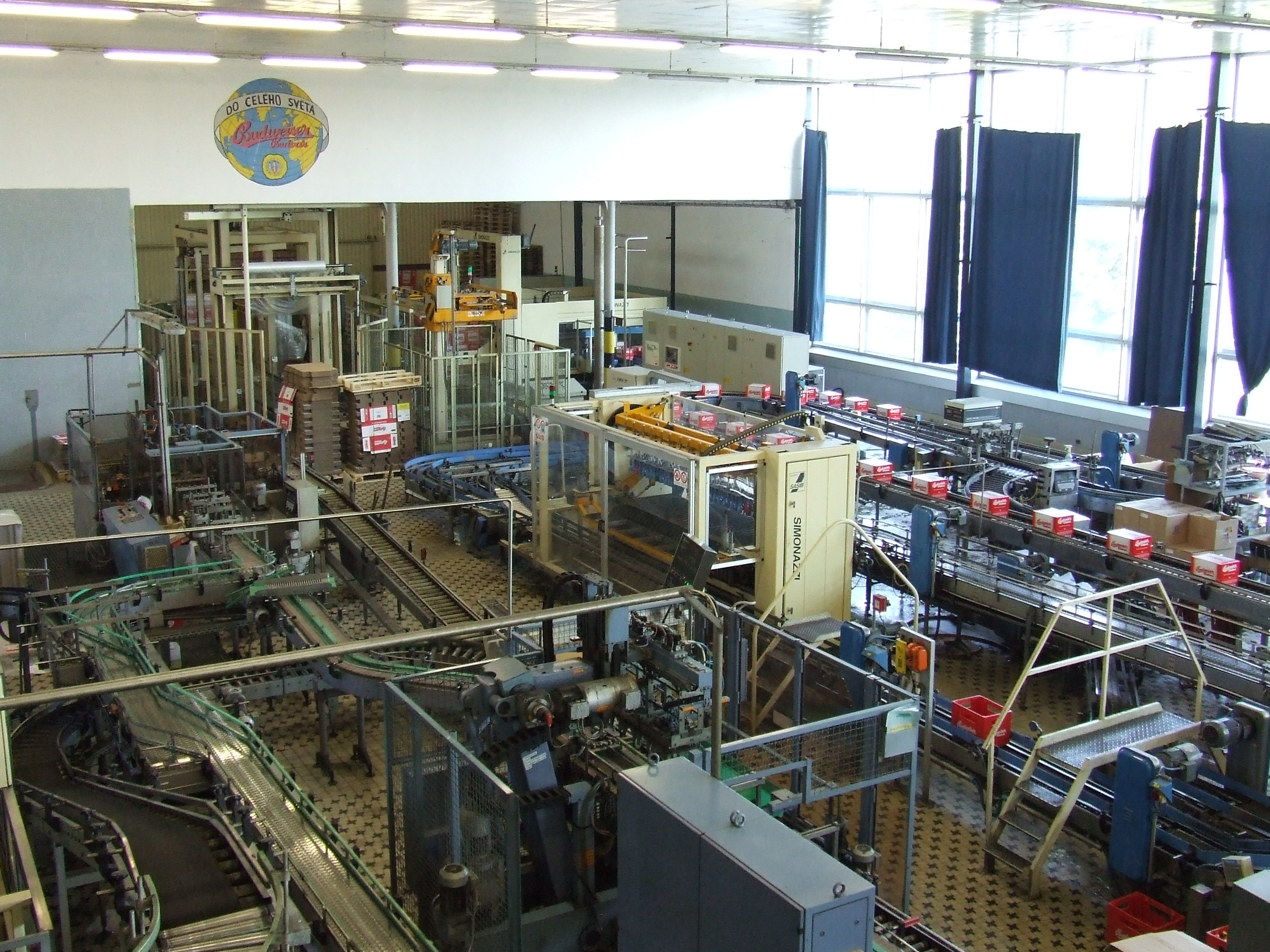
Paletizace skupinových balení s lahvemi

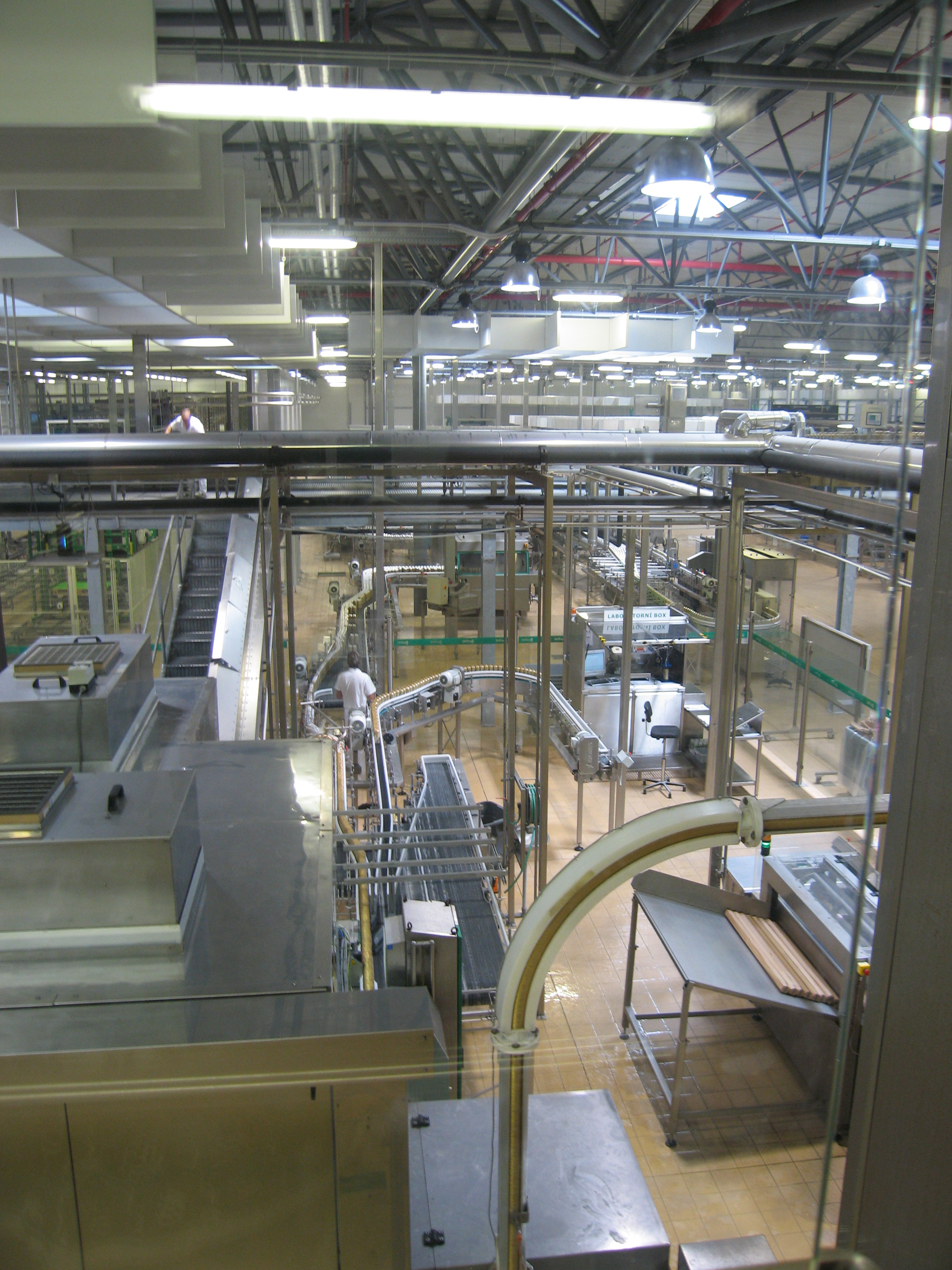
Pohled na plnicí linku

Plnicí linka je komplex vzájemně propojených strojů pro plnění tekutin, především nápojů, do lahví.

## Varianty plnicí linky
- Pro plnění do skleněných vratných lahví
- Pro plnění do skleněných nevratných lahví
- Pro plnění do plastových (PET) lahví

## Linka pro plnění do skleněných vratných lahví
Běžně používané plnicí linky jsou složeny především z dále popsaných strojních celků. Jednotlivé stroje jsou propojeny válečkovými dopravníky pro dopravu palet a přepravek, případně destičkovými dopravníky pro pohyb lahví.
- Vykladač lahví – lahve se dostávají do prostoru plnicí linky v typizovaných plastových přepravkách. Základem vykladače lahví je rameno zakončené uchopovacími hlavicemi. Ty se přisají na hrdla lahví. Rameno pak vytáhne lahve z přepravky a uloží na dopravník. Vyprázdněné přepravky pokračují do myčky přepravek a lahve do myčky lahví.
- Myčka lahví – lahve seřazené do řady jsou výkyvným ramenem zasunuty do koše, který zajišťuje jejich pohyb myčkou. Během průchodu myčkou jsou lahve vystříkány vodou, sanitačním prostředkem (louhem) a znovu vodou. Ohřátý sanitační roztok ve stroji cirkuluje a po nezbytné filtraci je znovu používán. Během mytí jsou z povrchu lahví odstraněny také etikety a zbytky přebalů z hliníkové fólie. Odpad z etiket může být odváděn do lisu. Lis vyždímá zbytky mycího roztoku, který se vrací do myčky a zhutní odpad pro snazší likvidaci.

Kontrola lahví před naplněním nápojem - všechny lahve musí před naplněním projít optoelektronickým kontrolorem, který kontroluje neporušenost hrdla lahve a také její čistotu. Pokud je láhev v pořádku, může pokračovat k plnicímu zařízení - monobloku.Pokud láhev má porušené hrdlo či jsou v ní nečistoty, kontrolor ji vyřadí. V některých provozech jsou pod kontrolorem přistaveny malé nádoby na nevyhovující lahve. Kontrolor pak automaticky láhev přemístí do příslušné nádoby. Po ukončení plnění se nevyhovující lahve většinou vysypou do kontejneru na sklo, který bývá součástí areálu, a následně jsou předány k recyklaci.
- Vystřikovací, plnicí a uzavírací stroj – láhve jsou vystříknuty čistou vodou, naplněny tekutinou a uzavřeny uzávěrem. Plnění a uzavírání probíhá v jediné operaci na karuselu, do kterého jsou lahve přiváděny z destičkového dopravníku rozřazovacím šnekem. Šnek vypouští láhve v přesných rozestupech tak, že přesně zapadají do unašeče plnicí části. Uzávěry (korunkové, šroubovací, narážecí) jsou do stroje přiváděny přes orientační zařízení . To je pomocný stroj, který odebírá uzávěry z násypky a řadí je do lišty v poloze vhodné pro aplikaci.
- Etiketovací stroj – opatřuje láhve etiketami. Nalepení etiket může probíhat například tak, že na láhev se nastříkne tavné lepidlo (hot-melt) a láhev odvalením po připraveném stohu etiket na sebe etikety nabalí. Následně se láhev protáhne mezi kartáči a ty ji uhladí.
- Datumovací stroj – trysková tiskárna nastříkne na etiketu každé láhve datum doporučené spotřeby.
- Vkládač lahví – stroj shodný s vykladačem lahví. Rameno s přísavkami uchopí seřazené láhve a vloží je do přepravky, která mezitím prošla myčkou přepravek.
- Paletizátor – manipulátor, který skládá naplněné přepravky na palety. Paleta je následně válečkovým dopravníkem transportována do odběrního místa mimo plnicí linku. Odtud je vysokozdvižným vozíkem dopravena do expedičních prostor (do skladu nebo na nakládací rampu).

## Linka pro plnění do skleněných nevratných lahví
Lahve se odebírají přímo z palet, na kterých byly dodány výrobcem. To obstarává stroj nazývaný depaletizátor. Mytí lahví může být zjednodušené, není třeba odstraňovat etikety ani zbytky předchozích náplní. Nevratné lahve se balí do skupinového balení, jako jsou kartonové krabice, nebo do smrštitelné fólie. Možné je také uložení lahví na kartonové podložky miskovitého tvaru a následný přebal smrštitelnou fólií. Takto skupinově zabalené láhve se na paletách pro větší stabilitu prokládají přířezy z kartonu a sestavená paleta se ovíjí průtažnou fólií.